# 567 هـ
567 هـ هي سنة في التقويم الهجري امتدت مقابلةً في التقويم الميلادي بين سنتي 1171 و1172.

## مواليد
- العزيز عثمان
- نجم الدين الطوفي
- شرف الدين بن التلمساني

## وفيات
- يحيى بن سعدون
- ابن الخشاب